# Madson Henrique Nascimento Santos
Madson Henrique Nascimento Santos (Maceió, Brasil, 9 de mayo de 1991) es un futbolista brasilero que juega de defensor. Actualmente integra el plantel del Atromitos FC, de la Super Liga de Grecia.

## Clubes
| Club                | País    | Año           | PJ | Goles |
| ------------------- | ------- | ------------- | -- | ----- |
| CSA                 | Brasil  | 2010          | 1  | 0     |
| Paulista            | Brasil  | 2011 - 2012   | 15 | 0     |
| Atlético Goianiense | Brasil  | 2013          | 6  | 0     |
| FC Vaslui           | Rumania | 2013-2014     | 25 | 2     |
| CS U Craiova        | Rumania | 2014-2017     | 60 | 1     |
| Atromitos FC        | Grecia  | 2017-presente | 8  | 1     |